# فقط قتل‌های داخل ساختمان
فقط قتل‌های داخل ساختمان (انگلیسی: Only Murders in the Building) یک مجموعه تلویزیونی کمدی آمریکایی است که توسط استیو مارتین و جان تااتاتنمکگ ساخته شده‌است. در این مجموعه بازیگرانی همچون استیو مارتین، مارتین شورت، سلنا گومز، ارن دومینگوئز و ایمی رایان ایفای نقش می‌کنند
این مجموعه شامل سه فصل است و فصل اول آن در ۳۱ اوت ۲۰۲۱ از طریق هولو نمایش داده شد.
فصل چهارم سریال در سال ۲۰۲۴ ساخته خواهد شد. این سریال در جشنواره جوایز امی در سال ۲۰۲۴ به عنوان بهترین سریال کاندید شد.

## بازیگران
- استیو مارتین در نقش چارلز هیدن ساویج,[۴] بازیگر محبوب بازنشسته دهه ۹۰ میلادی
- مارتین شورت در نقش الیور پوتنام,[۴] کارگردان تئاتر قدیمی که علاقه به ضبط پادکست های جنایی دارد
- سلنا گومز در نقش میبل مورا,[۴] زن جوانی که سالیان قبل با مقتول دوست بود
- ایمی رایان در نقش جین، نوازنده حرفه ای
- تینا فی در نقش سیندا کنینگ، تولید کننده حرفه ای پادکست های جنایی[۵]
- جکی هافمن در نقش اما هالر، مدیر ساختمان
- مولیک پانچولی در نقش آرناو، همسایه دیوار به دیوار چارلز
- ناتان لین در نقش تدی، از اعضای هیئت مدیره ساختمان و اسپانسر پادکست الیور
- استینگ در نقش خودش از اعضای ساختمان[۶]
- ایدرین لنکس در نقش ربکا، همسر سابق الیور
- جیمی فلن در نقش خودش
- جین لینچ در نقش ساس پاتاکی, در نقش دوست قدیمی چارلز
- لیا مدرز

## قسمت‌ها
| فصل | قسمت‌ها | قسمت‌ها | تاریخ اصلی پخش | تاریخ اصلی پخش |
| فصل | قسمت‌ها | قسمت‌ها | اولین بار      | آخرین بار      |
| --- | ------ | ------ | -------------- | -------------- |
| ۱   | 10     | 10     | ۳۱ اوت ۲۰۲۱    | ۱۹ اکتبر ۲۰۲۱  |
| ۲   | 10     | 10     | ۲۸ ژوئن ۲۰۲۲   | ۲۳ اوت ۲۰۲۲    |
| ۳   | 10     | 10     | ۸ اوت ۲۰۲۳     | ۳ اکتبر ۲۰۲۳   |

- فصل یکم

فصل یک این سریال در ۳۱ اوت ۲۰۲۱ از شبکه هولو پخش شد و در ۱۹ اکتبر ۲۰۲۱ به پایان رسید.
- فصل دوم

فصل دوم این سریال ۲۰۲۲ پخش شد.
- فصل سوم

فصل سوم فصل شوم از ۸ اوت ۲۰۲۳ تا ۳ اکتبر ۲۰۲۳ پخش شد.
فصل چهارم قرار است در سال ۲۰۲۴ ساخته شود.

## خلاصه داستان
در پی یک خودکشی رخ داده در یک ساختمان، سه نفر از اعضای ساختمان با تصور به اینکه قتلی صورت گرفته است با ایجاد یک پادکست رادیویی و پیدا کردن سرنخ ها در تلاش برای پیدا کردن قاتل در می آیند و تمامی اعضای ساختمان به نوعی مضنون این سه نفر قرار میگیرند...